# 卡塔琳娜·馬丁斯

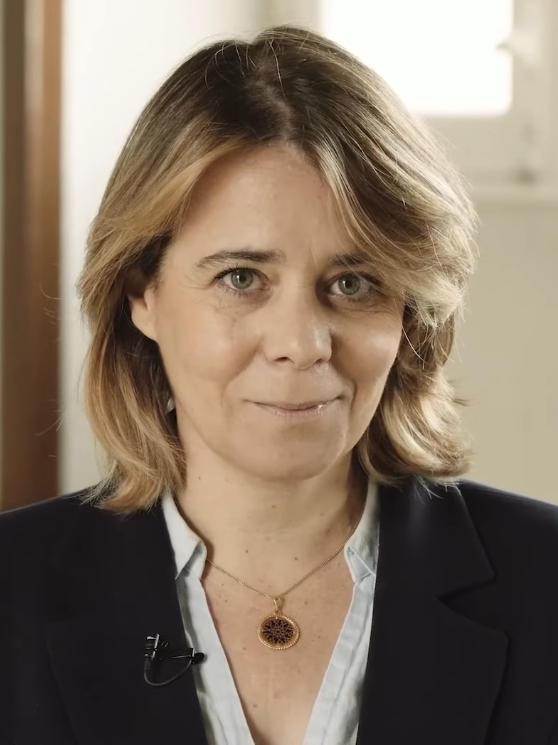
卡塔琳娜·馬丁斯

卡塔琳娜·索阿雷斯·馬丁斯（葡萄牙语：Catarina Soares Martins，1973年9月7日—）是一名葡萄牙演員與政治人物，自2012年起擔任左翼集團常务委员会发言人（即党的领袖）一職。
她曾經活躍於劇場，並且是一個劇團的創辦人之一。在2009年葡萄牙立法選舉上，她順利當選，成為左翼集團首位代表波爾圖的議員。
2012年11月11日，她與若昂·塞梅多接替弗朗西斯科·洛索，獲選為左翼集團常务委员会发言人。

## 外部連結
- Martins page at the Assembleia da República（页面存档备份，存于） （葡萄牙文）
- Martins on the Left Bloc webpage （页面存档备份，存于） （葡萄牙文）